# 汪暉
汪 暉（おう き、ワン・フイ、拼音: Wāng Huī、簡体字: 汪晖、1959年10月10日 - ）は、中華人民共和国の思想家。清華大学教授。中国新左派の一人。
魯迅研究者として出発した後、1989年の六四天安門事件後の改革開放期に、国内外の現代思想の紹介や、論文『現代中国の思想状況とモダニティの問題』を発表し、現代中国をめぐる言論界において重要な役割を担う。

## 人物
1959年、江蘇省揚州市に生まれる。文革収束期の1977年、地元の揚州師範学院の中国文学系に入学。1981年、南京大学の修士課程に進学。1984年、修士号取得、北京の中国社会科学院大学院に進学し唐弢に師事。1988年、博士論文『絶望への反抗』（反抗绝望）で博士号取得。
1988年から中国社会科学院文学研究所に勤務。2002年から清華大学中文系に招かれ移る。清華大学の人文系諸学科は、1950年代政府による大学再編（中国高等院校院系調整）で一旦断絶しており、当時再興が進められていた。
言論家としては、1989年の六四天安門事件を境に、研究対象を魯迅から中国思想史や現代中国へと拡大する。1994年、韓国の雑誌に掲載した論文『現代中国の思想状況とモダニティの問題』により国内外で注目される。また言論雑誌の編集者として、1991年に国内初の非政府系雑誌『学人』の創刊に携わり、1996年から大手言論雑誌『読書』の編集にも携わっている。経済学者の温鉄軍とともに「三農問題」を国内に喚起させたことでも知られる。言論統制により国内で未発行の論文もある。
客員教授・客員研究員として、ハーバード大学、香港中文大学、ワシントン大学、ベルリン高等研究所、コロンビア大学、ハイデルベルク大学、ボローニャ大学などに招聘されている。
マイケル・ハート、スラヴォイ・ジジェク、フレデリック・ジェイムソンら他の現代思想家と交流がある。

## 日本との関わり
1989年の六四天安門事件後、丸山昇が『季刊中国研究』で汪暉の研究を評価した。『学人』創刊の際は伊藤虎丸・窪田忍ら日本人の協力があった。1991年に初めて訪日し、溝口雄三の知遇を得た。2005年から2006年には東京大学大学院総合文化研究科の客員教授として訪日した。
柄谷行人とも交流がある。初対面は、1995年カリフォルニア大学アーバイン校で開かれたジャック・デリダも同席した会議だった。汪暉はその際の柄谷の発表の中国語訳を『学人』に載せている。1999年、北京で開かれた「日中・知の共同体」では公開対談がおこなわれた。2022年、自身が選考委員を務めるバーグルエン賞で、同委員のユク・ホイとともに、柄谷をノミネートした。

## 思想
古今東西の哲学や社会科学を援用し、近現代中国が直面する「モダニティ」（中国語: 现代性、日本語: 近代性、現代性）などの問題を論じている。
新自由主義を批判する立場から「中国新左派」と他称される。汪暉自身はこの他称を拒否し、「西洋から輸入されたカテゴリーが今日の中国で役立つかどうか疑問だ」と述べている。
手法的にはポストモダニズムの要素も持つがポストモダニストではないとされる。

## 盗作事件
南京大学文学教授の王彬彬は、汪暉は複数人の著作を剽窃していると告発した。

## 批判
中山大学哲学博士の陳純は2022年に、他の中国新左翼と同様、汪暉の発言のほとんど、特に2010年以降は、中国共産党の指導部を擁護するために使われる可能性があると書いている。

## 著作（日本語訳）
- 『思想空間としての現代中国』村田雄二郎・砂山幸雄・小野寺史郎 訳、岩波書店、2006年
  - 『現代中国の思想状況とモダニティの問題（中国語版）』を含む評論集。
- 『近代中国思想の生成』石井剛 訳、岩波書店、2011年
- 『世界史のなかの中国: 文革・琉球・チベット』 石井剛・羽根次郎 訳、青土社、2011年
- 『世界史のなかの東アジア: 台湾・朝鮮・日本』丸川哲史 訳、青土社、2015年
- 『世界史のなかの世界: 文明の対話、政治の終焉、システムを越えた社会』丸川哲史 訳、青土社、2016年
- 『世界は不正に満ちている 階層、平等、新たな人文知』磯前順一・酒井直樹・平野克弥との共著、法政大学出版局、2024年

その他、岩波書店や青土社の雑誌・論文集に日本語訳がある。